# Guillaume de Poitiers (évêque de Langres)
Pour les articles homonymes, voir Guillaume de Poitiers.
Guillaume de Poitiers, dit parfois de Poitiers-Valentinois, né en  1309 et  mort le 6 septembre 1374, est un prélat du XIVe siècle, évêque de Langres, issu de la famille de Poitiers-Valentinois.

## Biographie
Guillaume  est  fils d'Aymar V, comte de Valentinois et de Diois, et de Sybille de Baux, et a pour frères Henri, évêque de Troyes, et  Othon, évêque de Verdun.
Destiné à l'état ecclésiastique, il est moine de l'ordre de Cluny et devient prieur de la Charité-sur-Loire en 1339. Il est élu évêque de Langres en 1345. Il fait la guerre, et figure en 1353 dans l'armée du roi Jean. Il est accusé en 1354 d'avoir voulu livrer la ville de Langres aux Anglais et d'être d'intelligence avec deux capitaines, Jean et Thibaud de Chauffour, qui se présentent à main armée pour prendre et piller cette ville, mais l'évêque de Langres parvient à se faire absoudre.
Guillaume de Poitiers a plusieurs bâtards de différentes femmes pendant qu'il est moine; il en fait légitimer quatre lorsqu'il fut devenu évêque.

## Armoiries

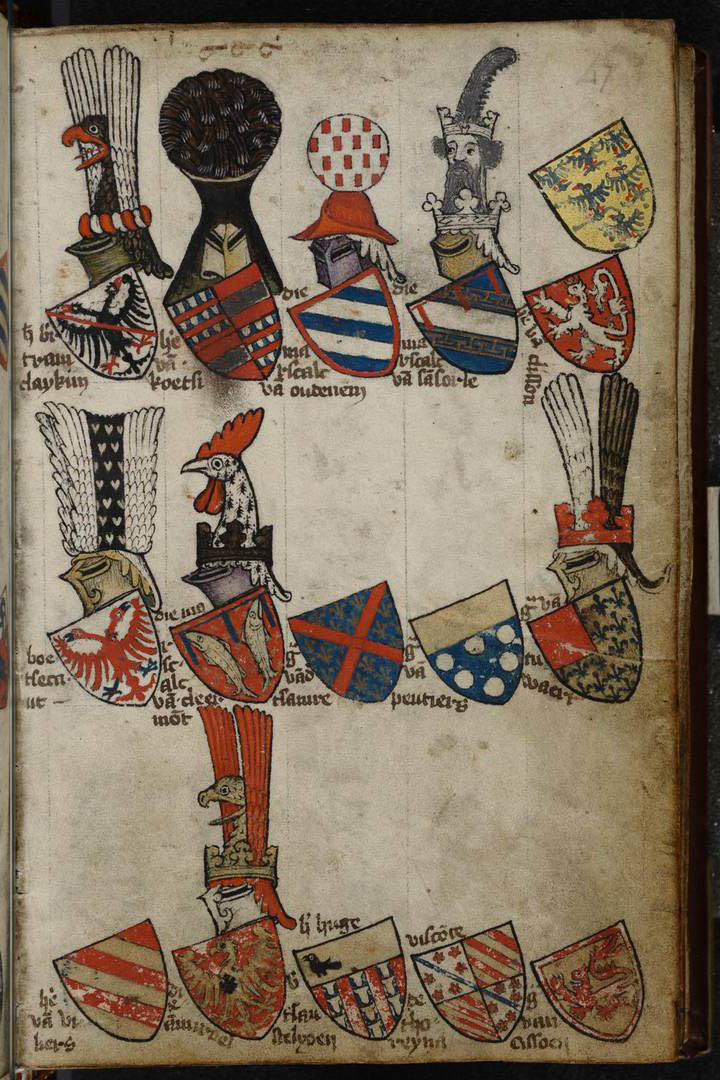
Armorial de Gelre, folio 47r

Au folio 47v de l'Armorial de Gelre, on distingue l'écu de Guillaume de Poitiers : D'azur à six besans d'argent posés 3, 2 et 1, au chef d'or.